# Ото Нерц
Ото Нерц (ориг. Otto Nerz, роден на 21 октомври 1892 г. в Хехинген; † 19 април 1949 г. в Заксенхаузен) е германски футболист и първият райхстреньор на националния отбор по футбол на Германия.

## Биография
Нерц израства като син на беден земеделец и търговец на земя заедно с 11 братя и сестри в югозападния град Хехинген. Въпреки тежкото положение той успява да посещава гимназия. Още преди избухването на Първата световна война той завършва следването си по педагогика, а по време на войната служи като полеви лекар. От 1919 г. Нерц работи в Берлин като учител, а през 1920 г. следва спорт във Висшето училище за физическа култура, от което през 1925 г. получава своята диплома. Допълнително следва и медицина и се записва за докторантура през 1935 г.
Футболната му кариера започва във ФГ Хехинген, а след преместването на семейството му в Манхайм Нерц играе от 1910 до 1919 г. за местния ФФР Манхайм. Редом с работата си като преподавател той носи екипа и на Тенис Борусия Берлин от 1919 до 1924 г. Като активен футболист Нерц, който по принцип играе като крило, няма особени успехи. След края на кариерата си той работи като треньор за Тенис Борусия от 1924 до 1926 г.
Националният отбор на Германия не е особено силен до средата на 20-те години на XX век и е възприеман като третокласен противник. Въпреки това германският футболен съюз желае да подготви добър отбор за олимпийския футболен турнир през 1928 г. Ето защо на 1 юли 1926 г. Ото Нерц е назначен по предложение на предедателя на ГФС Феликс Линеман за старши „райхстреньор“. Дотогава Нерц е известен като тънък познавач на играта и нейната тактика. Още в първата си среща като национален треньор на 31 октомври 1926 г. маншафтът печели с 3:2 като гост на Нидерландия. Надеждите за добро представяне на олимпийските игри през 1928 г. обаче не се оправдават — Германия отпада още във втория кръг след загуба с 1:4 от бъдещия победител и най-добрия отбор в света по онова време Уругвай.
Нерц бързо разпознава слабостите на националния отбор и прокарва някои нововъведения. Така той налага успешната система Дубъл-Ве-Ем, която той възприема от честите си наблюдения на играта на английския отбор. Също така той кани националните играчи на обучителни семинари и въвежда строги кондиционни тренировки. Върпеки неудобството, че елитният германски футбол се състои от безброй регионални първенства с над 500 „първодивизионни“ отбори — с въвеждането на 16-те гаулиги през 1933 г. с над 160 отбори положението значително се подобрява и Нерц разширява избора на играчи за отбора и налага нови таланти като напр. Ернст Куцора, Фриц Шепан или Паул Янес. Усилията му дават плодове още през 1929 г., когато националният отбор остава непобеден с 4 победи и едно равенство.
След като националсоциалистите вземат властта в страната, Нерц е принуден да се преориентира политически. Той е бил член на социалдемократическата партия от 1919 до 1933 г., но след смяната на властта влиза в СА, а през 1937 г. и в НСГРП. Въпреки че по свои думи е бил „вътрешно политически незаинтересован“ (Fußball-Weltzeitschrift 1993, брой 20), след края на треньорската си дейност и вече като колумнист за един берлински вестник той често заема одбряваните от тогавашната система антисемитски позиции в статии като "Европейският спорт — осовбден от еврейството" (ориг. Europas Sport frei vom Judentum) от 1943 г.
Също така и от спортна гледна точка Нерц може да се ангажира с националсоциалистите, тъй като те желаят да използват националния отбор по футбол като пропаганден инструмент. Нерц е подчинен на националсоциалистическия Отделение Футбол, който вижда задачата си в това, да демонстрира с помощта на футбола надмощието на германската раса. Тази надежда Нерц успява да осъществи частично по време на световното първенство през 1934 г., където постига трето място (победа с 3:2 над Австрия) и по този начин национланият отбор постига най-големия си успех дотогава. При подготовката за олимпийския футболен турнир в Берлин през 1936 г. отделението организира рекордните 17 срещи. От тях 13 са спечелени, а мачовете с Испания (1:2), Швеция (1:3) и Англия (0:3) остават единственуите загуби. По този начин германският отбор е приеман като един от фаворитите за златото на олимпиадата. След лесна победа с 9:0 над Люксембург в първия крг, германците продължават напред в турнира, който се играе на принципа на директната елиминация. С оглед на задаващите се по-тежки задачи Нерц получава от председателя на отделението Линеман нареждането да пази лидерите на отбора. Ето защо Нерц пуска в следващия мач срещу Норвегия отбор, пълен с резервни играчи. Пред очите на по принцип незаинтересования от футбола Адолф Хитлер Германия губи с 0:2 от норвежците. Тази загуба, с която Германия отпада от турнира, се превръща в политическа разправа. Нерц е принуден от отделението да си вземе отпуск, а за следващата среща срещу Полша на 13 септември 1936 г. за райхстреньор е определен неговия асистент Сеп Хербергер.
До май 1938 г. Нерц работи за Отделение Футбол като ръководител на нациолания отбор, впоследствие започва да преподава във Висшето училище по физическа култура и става негов директор. Той публикува множество научни трудове за спорта. След края на Втората световна война Нерц е арестуван през юли 1945 г. от Червената армия и е отведен в специалния лагер Берлин-Хоеншьонхаузен. Оттам той е преместен на 16 октомври 1946 г. в лагера Заксенхаузен, където умира на 19 април 1949 г. от менингит.

## Равносметка като райхстреньор
- 70 Международни срещи
- 42 Победи
- 10 Равенства
- 18 Загуби